# Chlumetia apicenigra
Chlumetia apicenigra là một loài bướm đêm trong họ Noctuidae.